# 1935
Il 1935 (MCMXXXV in numeri romani) è un anno  del XX secolo.

## Eventi
- Lorenzo Brondi fonda l'omonima azienda
- Antonio Bencini fonda a Torino la società Filma per la costruzione di macchine fotografiche.
- Antonio Benanti e Carmelo Chines entrambi farmacisti fondano a Catania la SIFI (Società Industria Farmaceutica Italiana).
- Carl Magee inventa il parchimetro
- 11 gennaio: Amelia Earhart compie il primo volo in solitaria dalle isole Hawaii alla California, una distanza superiore a quella che separa Europa e Stati Uniti.
- febbraio: inizia la mobilitazione dell'esercito italiano in vista della spedizione in Africa Orientale. Per misure di carattere precauzionale vengono mobilitate cinque Divisioni. I primi scaglioni partono per l'Africa.
- 21 febbraio: Armand Petitjean, profumiere a Parigi, fonda la Lancôme, marca di cosmetici.
- marzo: in Germania viene ripristinato il servizio militare obbligatorio in violazione delle clausole del trattato di Versailles.
- 1º marzo: la Saar torna tedesca dopo un referendum.
- 2 marzo: Debutta Porky Pig.
- 21 marzo: la Persia assume il nome ufficiale di Iran.
- aprile: nella conferenza di Stresa, Italia, Francia e Gran Bretagna affermano di voler agire di comune accordo per mantenere la pace in Europa.
- 31 maggio: viene fondata la 20th Century Fox.
- giugno: l'Etiopia chiede alla Società delle Nazioni di inviare osservatori neutrali alle sue frontiere, temendo un'invasione italiana.
- 13 giugno: viene fondata la città di Colleferro.
- 13 agosto – disastro di Molare: un'esondazione del lago di Ortiglieto dovuta al crollo di una diga provoca 111 vittime.
- 15 settembre: le Leggi di Norimberga privano gli ebrei tedeschi della cittadinanza.
- 3 ottobre: le truppe italiane di stanza in Eritrea, senza dichiarazione di guerra, varcano il confine dell'Etiopia. Comincia la Guerra d'Etiopia
- novembre: l'Assemblea della Società delle Nazioni Unite decide di applicare sanzioni economiche e finanziarie nei confronti dell'Italia, come stato aggressore. In Italia viene avviata una politica di autarchia, assieme ad una massiccia campagna propagandistica volta a denunciare i disagi causati dalle "inique sanzioni".
- 1º dicembre: Italia – Termina la campagna popolare di consegna dell'oro alla patria da parte dei cittadini.
- 18 dicembre: inaugurazione di Pontinia, terza città di fondazione dell'agro Pontino, edificata in 364 giorni
- Sconsacrazione della Basilica di Santa Sofia (Istanbul/Costantinopoli).

## Nati
Ci sono circa 2 250 voci su persone nate nel 1935; vedi la pagina Nati nel 1935 per un elenco descrittivo o la categoria Nati nel 1935 per un indice alfabetico.

## Morti
Ci sono circa 660 voci su persone morte nel 1935; vedi la pagina Morti nel 1935 per un elenco descrittivo o la categoria Morti nel 1935 per un indice alfabetico.

## Calendario
| Calendario 1935 | Calendario 1935 | Calendario 1935 | Calendario 1935 | Calendario 1935 | Calendario 1935 | Calendario 1935 | Calendario 1935 | Calendario 1935 | Calendario 1935 | Calendario 1935 | Calendario 1935 | Calendario 1935 | Calendario 1935 | Calendario 1935 | Calendario 1935 | Calendario 1935 | Calendario 1935 | Calendario 1935 | Calendario 1935 | Calendario 1935 | Calendario 1935 | Calendario 1935 | Calendario 1935 | Calendario 1935 | Calendario 1935 | Calendario 1935 | Calendario 1935 | Calendario 1935 | Calendario 1935 | Calendario 1935 | Calendario 1935 | Calendario 1935 |
| --------------- | --------------- | --------------- | --------------- | --------------- | --------------- | --------------- | --------------- | --------------- | --------------- | --------------- | --------------- | --------------- | --------------- | --------------- | --------------- | --------------- | --------------- | --------------- | --------------- | --------------- | --------------- | --------------- | --------------- | --------------- | --------------- | --------------- | --------------- | --------------- | --------------- | --------------- | --------------- | --------------- |
|                 | 1               | 2               | 3               | 4               | 5               | 6               | 7               | 8               | 9               | 10              | 11              | 12              | 13              | 14              | 15              | 16              | 17              | 18              | 19              | 20              | 21              | 22              | 23              | 24              | 25              | 26              | 27              | 28              | 29              | 30              | 31              |                 |
| Gennaio         | Ma              | Me              | Gi              | Ve              | Sa              | Do              | Lu              | Ma              | Me              | Gi              | Ve              | Sa              | Do              | Lu              | Ma              | Me              | Gi              | Ve              | Sa              | Do              | Lu              | Ma              | Me              | Gi              | Ve              | Sa              | Do              | Lu              | Ma              | Me              | Gi              |                 |
| Febbraio        | Ve              | Sa              | Do              | Lu              | Ma              | Me              | Gi              | Ve              | Sa              | Do              | Lu              | Ma              | Me              | Gi              | Ve              | Sa              | Do              | Lu              | Ma              | Me              | Gi              | Ve              | Sa              | Do              | Lu              | Ma              | Me              | Gi              |                 |                 |                 |                 |
| Marzo           | Ve              | Sa              | Do              | Lu              | Ma              | Me              | Gi              | Ve              | Sa              | Do              | Lu              | Ma              | Me              | Gi              | Ve              | Sa              | Do              | Lu              | Ma              | Me              | Gi              | Ve              | Sa              | Do              | Lu              | Ma              | Me              | Gi              | Ve              | Sa              | Do              |                 |
| Aprile          | Lu              | Ma              | Me              | Gi              | Ve              | Sa              | Do              | Lu              | Ma              | Me              | Gi              | Ve              | Sa              | Do              | Lu              | Ma              | Me              | Gi              | Ve              | Sa              | Do              | Lu              | Ma              | Me              | Gi              | Ve              | Sa              | Do              | Lu              | Ma              |                 |                 |
| Maggio          | Me              | Gi              | Ve              | Sa              | Do              | Lu              | Ma              | Me              | Gi              | Ve              | Sa              | Do              | Lu              | Ma              | Me              | Gi              | Ve              | Sa              | Do              | Lu              | Ma              | Me              | Gi              | Ve              | Sa              | Do              | Lu              | Ma              | Me              | Gi              | Ve              |                 |
| Giugno          | Sa              | Do              | Lu              | Ma              | Me              | Gi              | Ve              | Sa              | Do              | Lu              | Ma              | Me              | Gi              | Ve              | Sa              | Do              | Lu              | Ma              | Me              | Gi              | Ve              | Sa              | Do              | Lu              | Ma              | Me              | Gi              | Ve              | Sa              | Do              |                 |                 |
| Luglio          | Lu              | Ma              | Me              | Gi              | Ve              | Sa              | Do              | Lu              | Ma              | Me              | Gi              | Ve              | Sa              | Do              | Lu              | Ma              | Me              | Gi              | Ve              | Sa              | Do              | Lu              | Ma              | Me              | Gi              | Ve              | Sa              | Do              | Lu              | Ma              | Me              |                 |
| Agosto          | Gi              | Ve              | Sa              | Do              | Lu              | Ma              | Me              | Gi              | Ve              | Sa              | Do              | Lu              | Ma              | Me              | Gi              | Ve              | Sa              | Do              | Lu              | Ma              | Me              | Gi              | Ve              | Sa              | Do              | Lu              | Ma              | Me              | Gi              | Ve              | Sa              |                 |
| Settembre       | Do              | Lu              | Ma              | Me              | Gi              | Ve              | Sa              | Do              | Lu              | Ma              | Me              | Gi              | Ve              | Sa              | Do              | Lu              | Ma              | Me              | Gi              | Ve              | Sa              | Do              | Lu              | Ma              | Me              | Gi              | Ve              | Sa              | Do              | Lu              |                 |                 |
| Ottobre         | Ma              | Me              | Gi              | Ve              | Sa              | Do              | Lu              | Ma              | Me              | Gi              | Ve              | Sa              | Do              | Lu              | Ma              | Me              | Gi              | Ve              | Sa              | Do              | Lu              | Ma              | Me              | Gi              | Ve              | Sa              | Do              | Lu              | Ma              | Me              | Gi              |                 |
| Novembre        | Ve              | Sa              | Do              | Lu              | Ma              | Me              | Gi              | Ve              | Sa              | Do              | Lu              | Ma              | Me              | Gi              | Ve              | Sa              | Do              | Lu              | Ma              | Me              | Gi              | Ve              | Sa              | Do              | Lu              | Ma              | Me              | Gi              | Ve              | Sa              |                 |                 |
| Dicembre        | Do              | Lu              | Ma              | Me              | Gi              | Ve              | Sa              | Do              | Lu              | Ma              | Me              | Gi              | Ve              | Sa              | Do              | Lu              | Ma              | Me              | Gi              | Ve              | Sa              | Do              | Lu              | Ma              | Me              | Gi              | Ve              | Sa              | Do              | Lu              | Ma              |                 |

## Premi Nobel
In quest'anno sono stati conferiti i seguenti Premi Nobel:
- per la Pace: Carl von Ossietzky
- per la Medicina: Hans Spemann
- per la Fisica: James Chadwick
- per la Chimica: Irène Joliot-Curie, Frédéric Joliot-Curie

## Arti
- George Gershwin compone Summertime.